# Tenis ziemny na Letnim Olimpijskim Festiwalu Młodzieży Europy 2022
Tenis ziemny na Letnim Olimpijskim Festiwalu Młodzieży Europy 2022 – turniej tenisowy, który był rozgrywany w dniach 25–29 lipca 2022 roku podczas letniego olimpijskiego festiwalu młodzieży Europy w Bańskiej Bystrzycy. Zawodnicy zmagali się na obiektach Sports Park Tennis. Tenisiści rywalizowali w trzech konkurencjach: singlu chłopców i dziewcząt, a także mikście.

## Medaliści
Poczet medalistów zawodów tenisowych podczas Letniego Olimpijskiego Festiwalu Młodzieży Europy 2022.
| Konkurencja              | Złoty medal                       | Srebrny medal             | Brązowy medal              |
| gra pojedyncza dziewcząt | Renáta Jamrichová                 | Philippa Farber           | Eva Ionescu                |
| gra pojedyncza chłopców  | Jan Kumštát                       | Sergio Planella Hernández | Tom Sickenberger           |
| gra mieszana             | Renáta Jamrichová Daniel Balaščák | Eva Ionescu Gabriel Ghețu | Antonina Czajka Alan Ważny |

### Tabela medalowa
Klasyfikacja medalowa zawodów tenisowych podczas Letniego Olimpijskiego Festiwalu Młodzieży Europy 2022.
| Miejsce | Państwo   | Złoto | Srebro | Brąz | Razem |
| ------- | --------- | ----- | ------ | ---- | ----- |
| 1.      | Słowacja  | 2     | 0      | 0    | 2     |
| 2.      | Czechy    | 1     | 0      | 0    | 1     |
| 3.      | Niemcy    | 0     | 1      | 1    | 2     |
| 3.      | Rumunia   | 0     | 1      | 1    | 2     |
| 5.      | Hiszpania | 0     | 1      | 0    | 1     |
| 6.      | Polska    | 0     | 0      | 1    | 1     |
|         | Razem     | 3     | 3      | 3    | 9     |